# Hạ Long
Hạ Long is een stad in Vietnam en is de hoofdplaats van de provincie Quảng Ninh.
Hạ Long telt naar schatting 153.000 inwoners.